# Patriarca Llatí de Jerusalem
El patriarca llatí de Jerusalem fou el títol del bisbe de Jerusalem, atorgat per l'Església Catòlica Romana quan es va conquerir Jerusalem el 1099.

## Llista de patriarques
| Patriarques a Jerusalem (1099-1187) |                                          |                                                          |                                                          |
| Arnoul de Chocques († 1118) | elegit 1 d'agost de 1099                 | deposat 26 o 31 de desembre de 1099                      |                                                          |
| Daimbert de Pisa († 1105) | elegit 26 o 31 de desembre de 1099       | deposat el setembre de 1102                              |                                                          |
| Evremar de Thérouanne († 1129) després arquebisbe de Cesarea | elegit octubre de 1102                   | deposat 1108                                             |                                                          |
| Gibelin de Sabran († 1112) abans arquebisbe d'Arles i legat del papa | elegit 1108                              | mort 6 d'abril de 1112                                   |                                                          |
| Arnoul de Chocques († 1118) | elegit 26 d'abril de 1112                | mort 28 d'abril de 1118                                  |                                                          |
| Gormond de Picquigny († 1128) | elegit gener de 1119                     | mort 1128                                                |                                                          |
| Esteve de Chartres, anomenat erròniament "de La Ferté" († 1130) | elegit 1128                              | mort 1130                                                |                                                          |
| Guillem de Messines († 1145) | elegit 1130                              | mort 25 de novembre de 1145                              |                                                          |
| Fuquer d'Angulema († 1157), abans arquebisbe de Tir | elegit 26 de gener de 1146               | mort 20 de novembre de 1157                              |                                                          |
| Amaury de Nesle († 1180) | elegit 1157/1158                         | mort 6 d'octubre de 1180                                 |                                                          |
| Heracli d'Alvèrnia († 1191) | elegit 26 d'octubre de 1180              | mort juliol de 1191                                      |                                                          |
| Perduda Jerusalem el 1187, la seu fou traslladada a Tir i tot seguit a Acre. va retornar a Jerusalem el 1229, al recuperar la ciutat però va marxar altre cop a Acre el 1244. Com que aquesta ciutat tenia el seu propi bisbe les dues seus es van fusionar el 1261. |                                          |                                                          |                                                          |
| Rodolphe, abans bisbe de Betlem | elegit 1191                              | mort 1192                                                |                                                          |
| Michel de Corbeil | elegit 1193                              | nomenat a Sens el març de 1194                           |                                                          |
| Aymar Le Moine | elegit 1194                              | mort 1202                                                |                                                          |
| Soffredo Gaetani | elegit 1202                              | abdica 1204                                              |                                                          |
| Albert Avogadro, bisbe de Verceil | elegit 1204                              | assassinat 14 de setembre de 1214                        |                                                          |
| Raul de Mérencourt | elegit el 1215                           | mort 1224                                                |                                                          |
| Tommaso del Vescovo | elegit 1225, no fou confirmat            | elegit 1225, no fou confirmat                            |                                                          |
| Gérold de Lausanne abans abat de Cluny i bisbe de Valence | elegit 10 de maig de 1225                | mort 5 de desembre de 1239                               |                                                          |
| Robert de Nantes | elegit 15 de maig de 1240                | mort 8 de juny de 1254                                   |                                                          |
| Opizo, patriarca Llatí d'Antioquia | elegit 1254, no fou confirmat            | elegit 1254, no fou confirmat                            |                                                          |
| Jacques Pantaléon, abans bisbe de Verdun | elegit 9 d'abril de 1255                 | elegit Papa (Urbà IV) 29 d'agost de 1261                 |                                                          |
| Guillaume d'Agen | elegit 9 de desembre de 1262             | mort el 21 d'abril de 1270                               |                                                          |
| Tommaso Agni, arquebisbe de Cosenza | elegit 17 de març de 1272                | mort 22 de setembre 1277                                 |                                                          |
| Joan de Verceil, | nomenat pel Papa el maig de 1278, abdica | nomenat pel Papa el maig de 1278, abdica                 |                                                          |
| Elies de Périgueux | elegit 10 de maig de 1279                | mort el 1287                                             |                                                          |
| Nicolau d'Hanapes | elegit 30 d'abril de 1288                | mort ofegat 18 de maig de 1291 durant l'evacuació d'Acre | mort ofegat 18 de maig de 1291 durant l'evacuació d'Acre |

## Patriarques titulars
Perduda Acre, el Patriarcat es va quedar sense territori però el Papa va seguir nomenant titulars de la seu que residien a Roma.
- 1295-1304 : Landolfo
- 1305-1311 : Anthony Bek, bisbe de Durham.
- 1314-1318 : Pere I bisbe de Rodez, legat pontifici a l'Orient.
- 1322-1324 : Pere II, canònic a Nicòsia.
- 1324-1328 : Raymond Beguin, administrador de la diòcesi de Nemosia a Xipre
- 1329-1342 : Pere III de la Palude
- 1342-1345 : Elies de Nabinal, arquebisbe de Nicòsia, cardenal
- 1345 : Emanuele Marino,
- 1345-1348 : Pierre de Casa bisbe de Vaison
- 1349-1360 : Guillem Amy bisbe de Chartres
- 1361-1369 : Felip de Cabassolle bisbe de Cavaillon
- 1369-1371 : Guillem IV Militis
- 1371-1375 : Guillem de la Garde, arquebisbe d'Arles
- 1375-1379 : Felip d'Alençon, arquebisbe de Rouen, cardenal.
- 1379-1418 : Durant el gran cisma d'Occident cada Papa nomenava el seu patriarca de Jerusalem :

| Patriarques nomenats pel Papa de Roma                                                                                        | Patriarques nomenats pel Papa d'Avinyó |
| - 1379-1384 : Esteve, arquebisbe de Kalocsa - 1386-1395 : Ferran, vicari d'Aquilea - 1396-1409 : Ugo Roberti, bisbe de Pàdua | - 1380-1382 : Ferran López de Luna, arquebisbe de Saragossa - 1382-1385 : Bertrand de Chanac - 1394-1408 : Aimon Séchal, bisbe de Moûtiers - 1408-1409 : Francesc Eiximenis, bisbe d'Elna |

- 1419-1427 : Francesc Climent Sapera, arquebisbe de Saragossa
- 1427-1434 : Ziani Delfino, patriarca de Grado
- 1434-1448 : Blaise Molin, patriarca de Grado
  - 1448-1449 : Christoforo Garatoni, bisbe de Coron (administrador apostòlic)
  - 1449-1458 : Bessarió, cardenal (administrador apostòlic)
- 1458-1460 : Lorenzo Zani, arquebisbe de Split
- 1460-1480 : Louis d'Harcourt, bisbe de Bayeux
- 1480-1503 : Bartolomeo de la Rovere, bisbe de Ferrara
- 1504-1523 : Bernardino López de Carvajal, cardenal-degà
- 1523-1539 : Rodrigo Carvajal, nebot de l'anterior
- 1539-1550 : Alexandre Farnese (cardenal)
- 1550-1556 : Christoforo Spiriti, bisbe de Cesena
- 1558-1576 : Antonio Hélia, bisbe de Pola
- 1576-1585 : Giovanni Antonio Facchinetti, futur Papa Innocenci IX.
- 1585-1588 : Scipione Gonzaga de Bozzolo, cardenal
- 1588-1618 : Fabio Bondi
- 1618-1621 : Gianbattista Cennini, cardenal
- 1621-1622 : Diofebo Farnèse
- 1622-1627 : Alfonso Manzanedo de Quiñones
- 1627-1635 : Domenico de Marini, arquebisbe de Gènova
- 1636-1637 : Giovanni Colonna
- 1638-1641 : Tegrimio Tegrimi, bisbe d'Assise
- 1641-1647 : Egidio Orsini de Vivere
- 1653-1670 : Camillo Massimo, cardenal
- 1671- ???? : Egidio Colonna
- 1689-1690 : Bandino Panciatici, cardenal
- 1690-1694 : Pietro Bargellini, arquebisbe de Tebes
- 1698-1706 : Francesco Martelli
- 1708-1728 : Mutio di Gaeta, arquebisbe de Bari
- 1728-1729 : Vincenzo Luigi Gotti
- 1729-1734 : Pompeio Aldrovandi, arquebisbe de Neocesarea
- 1734-1751 : Tomaso Cervini, arquebisbe de Nicomèdia
- 1751-1762 : Tomaso de Moncada, arquebisbe de Messina
- 1762-1795 : Giorgio Maria Lascaris, arquebisbe de Teodòsia
- 1800-1802 : Michele di Pietro, bisbe d'Isauporaulis
- 1816-1829 : Francesco Maria Fenzi, arquebisbe de Corfú
- 1830-1847 : Paolo Augusto Foscolo, arquebisbe de Corfú, patriarca d'Alexandria el 1847

El 1842 l'Església anglicana va crear un bisbat a Jerusalem i poc després l'Església Ortodoxa Russa va enviar una missió. Per evitar la pèrdua de la influència catòlica, el Papa Pius IX va decidir una nova jerarquia llatina restablint de manera efectiva el patriarcat Llatí de Jerusalem el 23 de juliol de 1847 amb l'anuència de l'Imperi Otomà el 4 d'octubre amb jurisdicció religiosa a Palestina i Xipre. Tots els nomenats foren italians fins al 1987 quan es va nomenar un palestí, que fou el primer àrab a portar el títol apareixent llavors com el cap d'una església local.
| Giuseppe Valerga  | nomenat 4 d'octubre de 1847    | mort 2 de desembre de 1872                              |
| Vincente Bracco   | nomenat 21 de març de 1873     | mort 19 de juny de 1889                                 |
| Luigi Piavi       | nomenat 23 d'agost de 1889     | mort 24 de gener de 1905                                |
| Filippo Camassei  | nomenat 8 de novembre de 1906  | cardenal 15 de desembre de 1919 († 18 de gener de 1921) |
| Luigi Barlassina  | nomenat 8 de març de 1920      | mort 27 de setembre de 1947                             |
| Alberto Gori      | nomenat 21 de novembre de 1949 | mort 25 de novembre de 1970                             |
| Giacomo Beltritti | nomenat 25 de novembre de 1970 | va dimitir 11 de desembre de 1987 per límit d'edat      |
| Michel Sabbah     | nomenat 11 de desembre de 1987 | va dimitir 21 de juny de 2008 per límit d'edat          |
| Fouad Twal        | nomenat 21 de juny de 2008     |                                                         |